# Racó del Forn
El Racó del Forn és un cap de vall petit i tancat del terme municipal de Monistrol de Calders, al Moianès.
Està situat al nord-oest del poble, a la dreta del Calders, a prop i al nord-oest de la masia de la Païssa. El seu redòs nord està format per la Cinglera de la Rovira de Sant Amanç i per la Serra de la Malesa.
Deu el nom al fet que hi havia un forn de calç, pertanyent a la Païssa, que encara es conserva parcialment.